# Nerussa
La Nerussa (in russo Нерусса?) è un fiume della Russia occidentale (Oblast' di Orël e di Brjansk), affluente di sinistra della Desna (bacino del Dnepr).
La sorgente del fiume si trova sul Rialto centrale russo, a nord-est della città di Dmitrovsk, nella regione di Orël. Scorre principalmente in direzione ovest. La lunghezza del fiume è di 161 km. L'area del bacino idrografico è di 5 630 km². Ha una portata media di 13,5 m³/s a 25 km a 38 km dalla foce. Sfocia nella Desna di fronte alla città di Trubčevsk.
Dal 1987, sulle rive del fiume Nerussa si trova la riserva naturale statale della biosfera «Foresta di Brjansk».